# フランスにおける日本の漫画
フランスにおける日本の漫画（フランスにおけるにほんのまんが）では、フランスの日本漫画受容について概括する。
2020年現在フランスでは日本の漫画およびそのスタイルを指す語としてmangaという語が作成されており、2000年代後半からは世界で第三位の「消費量」を誇る日本漫画消費大国となっている。本項目では日本の漫画がフランスに移入される際の特有の事情を述べた後、今日の状況に直結する受容史として、戦後、特に1980年代以降の動向を概観する。

## フランス語のmangaという語について

典型的な manga 的人物イメージの例

日本語からの外来語であるため名詞としての性は特に定まっていないが、現在では男性名詞として用いられることが多い。一部フレデリック・ボワレは自身が主唱する「ヌーベルまんが」(La Nouvelle Manga) に言及する文脈で女性名詞としても用い、両者のコノテーションを明示的に区別している。女性名詞としての用法は必ずしも根拠を欠いたものではなく、フランスで manga という語が最初に用いられたのは19世紀末のエドモン・ド・ゴンクールによる『北斎漫画』への言及（1885年）であり、このときは女性名詞として用いられていた。それ以来多くの場合は女性名詞として使われており、男性名詞として雑誌やテレビで盛んに用いられて巷間に普及したのは近年、1990年代以降のことである。またフランスの漫画を指す語であるバンド・デシネ (bande dessinée) は女性名詞であり、これとの関係においても特に男性名詞として用いる必然性はない。
単数・複数の書き分けについては、1991年に施行された新正書法は外来語にもフランス語と同様の複数形・アクサンの適用を定めているが、これは徹底されず旧来の用法も残存しており、des manga および des mangas はいずれも正確な複数形として用いることができる。発音はいずれも「マンガ」である。

## 読む方向の問題

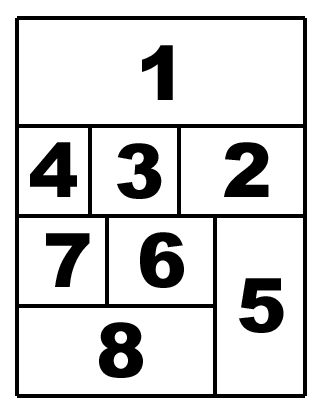
翻訳された日本漫画の奥付にはこのような「読み方」を示した図が付されていることもある。

日本漫画はバンド・デシネやアメリカン・コミックスと異なって右から左へと読み進めるが、これは通常の文章を水平に左から右へと読むフランスの読者には馴染みのないものである。また、吹き出しのセリフのみを翻訳した場合は文字を読む向きと視線の動きが齟齬をきたすことになる。このため、フランスで翻訳された日本漫画は1978年に最初に紹介されてから1995年ごろまでレイアウト全体の向きを改めて出版されていた。かつての対処法の中には単純な反転印刷もあったが、これは人物の利き手が逆になったり、「心臓を突く」という描写に整合性が失なわれたり、あるいはナチス式敬礼が左手で行なわれたりする（手塚治虫『アドルフに告ぐ』の翻訳 L'Histoire des 3 Adolf などに顕著）など、読者と作者の双方に不都合を生じさせるものだった。オリジナルを尊重しつつ横書きのセリフと馴染ませる方法として、セリフの入れ換えに伴って不都合の生じた描写箇所に手を入れ、さらにページ上のコマ割りをやり直すという比較的丁寧なやり方もあるが（Casterman 社の Ecritures シリーズ など）、これは手間を要する。
現在では、大半の出版社はコスト面と作品性を尊重する意味から日本のものと同じ組み方向で出版している。以前はこのことが一部の読者に敬遠される要因ともなっていたが、1990年代にブームになった後はむしろ多くの読者がオリジナルに近いことを歓迎している。フランス以外でも、このころから日本と同じ組み方向で出版することが普通になった、とMona BakerとGabriela Saldanhaは著書で評している。

## 受容史の概略

### 『AKIRA』以前：試行錯誤の時代
1978年以前には、フランス語圏では現代的な意味での日本漫画の紹介はほとんど行なわれていない。例外としては1969年に柔道雑誌 Budo Magazine Europe に収録された平田弘史の『武士道無惨伝』 (Bushidou Muzanden) の数篇、および1972年に Phénix 誌 (Phénix) にクロード・モリテルニ (Claude Moliterni) と小野耕世による「日本のバンド・デシネ」 « La Bande Dessinée Japonaise » と題された記事が掲載されたのみである。1978年にアトス・タケモト (Atoss Takemoto) は Cri qui tue 誌を創刊する。これは1981年までに6冊を刊行し、さいとう・たかを『ゴルゴ13』 (Golgo 13)、手塚治虫『鳥人大系』 (Le système des super oiseaux、 後の再刊時には Demain les oiseaux)、辰巳ヨシヒロ『グッバイ』 (Good Bye)、さらに石ノ森章太郎・藤子不二雄・植田まさしなどの作品を採録していた。紙面はすべて欧米の書籍に合わせた向きに変更されている。
1979年、タケモトと出版社 Kesselring が最初の単行本となる石ノ森章太郎の『佐武と市捕物控』 (Le vent du nord est comme le hennissement d'un cheval noir) を刊行。当時のヨーロッパの水準からすれば優れた装丁であったがオリジナルの形式は軽視され、作者名の誤植を初めとして文字などの扱いもやや雑なものであった。雑誌と同様、単行本による紹介も最初期の試みは不発に終わった。この後1982年、テレビ放映されたアニメ『キャンディ・キャンディ』 (Candy) の人気を受けて出版社 Télé-Guide がいがらしゆみこと水木杏子による原作漫画を Candy Poche シリーズ全12巻として刊行した。これは、著作権料の支払いを回避しつつフランスのスタジオが独自の翻案を行なうのが一般的であった1980年代で、アニメの原作として唯一翻訳の対象となったものである。
1982年、Les Humanoïdes Associés 社が Autodafé 叢書の一部として中沢啓治の『はだしのゲン』 (Gen d'Hiroshima) の忠実な翻訳版を刊行したが、販売は振わなかった。同様に辰巳ヨシヒロの『HIROSHIMA』 (Hiroshima) が Artefact 社から刊行されたが、これも読者を獲得するには至っていない。出版業界はこうした経験にやや萎縮し、不況が手伝ったこともあり日本漫画のフランスでの単行本化は『AKIRA』まで間が空くこととなった。この期間の例外は1989年に Albin Michel 社が翻訳出版した石ノ森章太郎の『マンガ日本経済入門』 (Secrets de  l'économie japonaise en bandes dessinées)  第1巻のみである。雑誌もまた同様であったが、Idéogram 社は1985年から1986年にかけて初めて日本の成人向け漫画を翻訳紹介している。これは Mutant 誌で11号にわたって掲載された叶精作と小池一夫の『実験人形ダミー・オスカー』 (Androïde もしくは Oscar) および、Rebels 誌の1985年6月から1986年1月（第3号 - 第9号）に掲載された松久由宇と工藤かずやの『危険なジル』 (Scorpia) である。
翻訳は不在であった一方でこの分野の可能性を指摘していた専門家もおり、1985年にティエリ・グロンステーン (Thierry Groensteen) が Les Cahiers de la bande dessinée 誌で様々な提案や記事を執筆している。また1980年代半ばには初の日本漫画情報に特化したファンジン Mangazone が誕生した。

### 1990年代

#### 『AKIRA』とGlénat社
1990年代に入るとGlénat 社は1990年3月から大友克洋の『AKIRA』 (Akira) を分冊刊行することを決定。書籍版はアニメ映画版とは異質な部分もあったが漫画としての革新性が注目を集め、同年の末にはフルカラー版が刊行されるほどの成功を収めた。ファンジン Mangazone はこの余波を受けて700部を刷る商業誌に生まれ変わっている。レヴュー雑誌も質が競われるようになり、この年には Yamato と Protoculture addict という2つのファンジンが誕生した。また1990年12月には Albin Michel 社が『はだしのゲン』の新装版を『日本に殉ず』 (Mourir pour le Japon) と改題して再刊。1991年に入り『AKIRA』の刊行が続く中、これに匹敵するヒットにはならなかったものの Les Humanoïdes Associés 社が大友の『童夢』 (Rêves d'enfants)、年末には北条司の『シティーハンター』 (City Hunter) の第一巻を刊行した。1991年5月には豪華な誌面のファンジン Animeland が創刊され、次第に Mangazone 誌に代わるフランス語圏の日本漫画雑誌の代表へと成長してゆく。
このころには子供番組を席巻する日本アニメに抗議する声も上がっていたが、『AKIRA』を全巻出し終えた Glénat 社はこうしたアニメーション作品の原作を手がける方針を決定し、まず鳥山明の『ドラゴンボール』 (Dragon Ball, 1993.2 - )、高橋留美子の『らんま1/2』 (Ranma ½, 1994.2 - ) を世に送った。Glénat 社の方針は後に転換し、アニメとは直接関係しないものも含め様々な作品の翻訳出版が行なわれるようになった。こうしてフランスの読者の元には士郎正宗『アップルシード』 (Appleseed, 1994.6 - ) および『オリオン』 (Orion, 1994.9 - )、池上遼一『クライング フリーマン』 (Crying Freeman, 1995.1 - )、鳥山明『Dr.スランプ』 (Dr Slump, 1995.2 - )、木城ゆきと『銃夢』 (Gunnm, 1995.3 - )、そして武内直子『美少女戦士セーラームーン』 (Sailor Moon, 1995.11 - ) が届けられることとなった。

#### フランスにおけるmangaの黎明
その後、Casterman 社を始めとした老舗出版社も manga 出版に参画を図るようになる。Casterman 社は1995年1月に叢書 Manga を創設し、まずはフランス人作家アレックス・ヴァレンヌ (Alex Varenne)   が日本で製作した Kiro、そしてフランスと縁の深いアメリカ人作家ジェローム・チャーリン (Jerome Charyn) とジョー・ステイトン (Joe Staton) による Au Nom de la famille を出版、後者を出した9月には続けざまに田中政志の『ゴン』 (Gon)、沙村広明の『無限の住人』 (L'Habitant de l'infini)、そして初の作家性を売りにした作品谷口ジローの『歩く人』 (L'Homme qui marche) を刊行。Casterman 社の Manga シリーズはさらに先鋭的な新シリーズに引き継がれる1999年まで漫画を供給し続けた。また1995年1月から1年間、アメリカ資本の Dark Horse Comics 社が真鍋譲治の『アウトランダーズ』 (Outlanders) を刊行、Dargaud 社も Kana と名づけたシリーズを創設した。当時は日本漫画 (manga) と韓国漫画 (manhwa) は区別されていなかったため、このシリーズには日本漫画に加えて韓国の漫画家 Hyun Se Lee のAngel Dick、Armagedon も加えられている。
このころには専門出版社も誕生した。1994年から乾はるかの『お元気クリニック』 (Ogenki Clinic) などの成人向け漫画を出版し、その後垣野内成美と平野俊貴による『吸血姫美夕』 (Vampire princess Miyu) などを手がけた Samuraï Éditions 社、1995年1月に寺沢武一の『武 TAKERU』 (Takeru) を出すものの短命に終わった Star Comics、同様に同年4月に設立され翌年に解散するまでに草彅琢仁『上海丐人賊』 (Shang Hai Kaijinzoku) ・岡崎武士『精霊使い』 (Les Élémentalistes) ・結城信輝『ヴェルバーサーガ』 (Vaelber Saga) などの翻訳出版を行なった Kraken 社などがある。1995年6月にCLAMPの『聖伝-RG VEDA-』 (RG veda) で登場した Tonkam 社は日本漫画専門として初めて大型出版社へと成長した。同社はコストおよび作品性への配慮から初めて日本と同じレイアウト方向を採用し、この形式は間もなく業界の標準的なものとなった（前述の通り Casterman 社の Écritures シリーズなど一部を除く）。

### 1996年 - 2001年

#### 人気漫画の翻訳
1996年に到達すると、Animeland 誌の日本アニメ・日本漫画特集号（第22号）が雑誌スタンドに並び、その後他の出版社により日本の人気漫画が相次いで翻訳されていった。1994年には僅かに2シリーズであったが1996年に始まったものは50タイトル以上に上る。Tonkam、Glénat、J'ai lu各社を中心に刊行された単行本は105冊を数えた。この中には新たに Nicky Larson と改題された『シティーハンター』、稲田浩司／三条陸／堀井雄二『DRAGON QUEST -ダイの大冒険-』 (Fly)、士郎正宗『攻殻機動隊』 (Ghost in the shell)、松本大洋『鉄コン筋クリート』 (Amer béton)、萩原一至『BASTARD!! -暗黒の破壊神-』 (Bastard!!)、手塚治虫『ジャングル大帝』 (Le Roi Léo) 『鉄腕アトム』 (Astro le petit robot) 『ブラック・ジャック』 (Blackjack) などがある。1997年には青山剛昌『名探偵コナン』 (Détective Conan)、高田裕三『3×3 EYES』 (3×3 Eyes)、池上遼一／史村翔『サンクチュアリ』 (Sanctuary)、藤島康介『ああっ女神さまっ』 (Ah! My Goddess) が店頭に並んだ。1998年には貞本義行『新世紀エヴァンゲリオン』 (Neon Genesis Evangelion)、北条司『キャッツ♥アイ』 (Cat's Eye)、和月伸宏『るろうに剣心 -明治剣客浪漫譚-』 (Kenshin le vagabond)、高橋和希『遊☆戯☆王』 (Yu-Gi-Oh!)、浦沢直樹の初翻訳、さらに1999年には原哲夫／武論尊『北斗の拳』 (Ken le survivant)、高橋陽一『キャプテン翼』 (Captain Tsubasa)、CLAMP『カードキャプターさくら』 (Cardcaptor Sakura)、井上雄彦『SLAM DUNK』 (Slam Dunk) が訳された。

#### 市場の拡大
単行本の発行数では1998年151冊、1999年200冊、2000年227冊、2001年269冊 と初期に比べると市場は順調に成長した。Kana 社はこの当時の1999年以来業界第四位を維持している。このころには1980年代から1990年代に日本で人気のあった主要な作品は翻訳が進み、その販売も極めて好調であり（2000年初頭には『ドラゴンボール』だけで12万部、主要なシリーズそれぞれ2万部程度）、雑誌も種類を増し、ファン同士の交流も進み、インターネットもこれを後押ししていた。こうした状況にもかかわらず、既存のバンド・デシネ業界は新勢力の勃興に冷淡であり、これは例えばアングレーム国際漫画祭の状況にも現れていた。主流に属さない出版社は大概関心を持たれることもなく、谷口ジローを例外として日本の漫画文化が広く認知されていたとはいえなかった。その一方でさらに新作の翻訳が進み、着実に成功を重ねていた。2000年には冨樫義博『HUNTER×HUNTER』 (Hunter × Hunter)、武井宏之『シャーマンキング』 (Shaman King)、尾田栄一郎『ONE PIECE』 (One Piece)、2001年には藤沢とおる『GTO』 (GTO)、桂正和『I"s』 (I¨s)、上条明峰『SAMURAI DEEPER KYO』 (Samurai deeper Kyo)、由貴香織里『天使禁猟区』 (Angel Sanctuary)、浦沢直樹『MONSTER』 (Monster)、2002年には赤松健『ラブひな』 (Love Hina)、木城ゆきと『銃夢 LastOrder』 (Gunnm Last Order)、高屋奈月『フルーツバスケット』 (Fruits Basket)、岸本斉史『NARUTO -ナルト-』 (Naruto) が訳出された。

### 2002年以降

#### メイン・ストリームへ
2002年以降は新刊におけるアジア由来の漫画のシェアは（2002年377冊、2003年521冊、2004年には754冊、このうち614は日本漫画）、相対的にも（2002年25％、2003年30％、2004年36％、2005年42％、2006年44％、2007年約42％）増加している。これはバンド・デシネのシリーズが年に一冊程度なのに対して、日本漫画は数冊のペースで出るためでもある。日本漫画はアジア漫画の中で最もよく売れている（2005年には外国漫画の発行部数上位20位は日本漫画に占められた）。出版社が予め作品の人気を日本市場で確認できるということに加え、西欧の漫画作品よりも安い価格、着実な刊行ペースが固定読者の獲得を促した。出版社はこぞって日本漫画に特化したシリーズを創設しており、フランスのテイストに配慮しつつ manga の普及を図っている。2003年に最も売れた15タイトルの発行部数は2万5千部から6万部（『遊☆戯☆王』および2004年の『NARUTO -ナルト-』) 程度である。2007年には『NARUTO -ナルト-』が22万部刷られ『DEATH NOTE』 (Death Note) は13万7千部に達した一方、中堅シリーズも好調を維持している。収益では、Pika、Kana、Glénat 各社が市場の80％を占めている。2003年には谷口ジローの『遥かな町へ』 (Quartier lointain) がアングレーム国際漫画祭で日本漫画初となる脚本賞を受賞した。

#### マンガリザシオン
2005年には新刊の漫画類において従来のバンド・デシネより日本漫画の方がタイトル数で勝るようになり、日本漫画を含めたバンド・デシネの評論・研究で知られるジル・ラティエ (Gilles Ratier) はこの年を《マンガリザシオンの年 ＝ 日本漫画普及元年》 ( « l'année de la mangalisation » )  と呼んだ。業界でこれを歓迎する態度を表明した者は珍しかったといってよい。2005年に出版されたアジア漫画は1,142冊であり、これは新刊漫画の42％に相当、このうちの実に937が日本漫画である。2006年には新刊漫画の44％にあたる1,418冊がアジア漫画、このうち1,110が日本漫画であった。2008年の統計ではフランスで出版された1,411冊のアジア漫画のうち、1,288が日本漫画である。人気のあるタイトル同士を比較すると、『NARUTO -ナルト-』13万部、『SAMURAI DEEPER KYO』および荒川弘『鋼の錬金術師』 (Fullmetal alchemist, 2005 - ) それぞれ8万部、『銃夢 LastOrder』『HUNTER×HUNTER』『遊☆戯☆王』『フルーツバスケット』『シャーマンキング』各7万部、鳥山明『ネコマジン』 (Neko Majin) 6万5千部、大暮維人『エア・ギア』 (Air Gear, 2006 - ) および『ONE PIECE』それぞれ6万部といった具合であるが、バンド・デシネの「Titeuf」は64万部と個別の発行部数ではまだバンド・デシネとの差は大きい。2006年初頭には年間の発行部数が1,110万部に達し、日本に次ぐ世界第二の日本漫画「消費国」となった（アメリカ合衆国がこれに次ぐ）。日本漫画は漫画類全体の流通総額の25％を占め、若年層向けフィクションに次いで出版界で最も動きの激しい部門の中で筆頭の伸び率を記録している。

#### 日本漫画の多様性への視線
後に出版社は作品の発掘や愛蔵版の編纂も進め、Vertige Graphic 社は『はだしのゲン』を復刊 (Gen d'Hiroshima)、2003年からは劇画創始者の一人である辰巳ヨシヒロの作品を扱い、Ego comme X 社は2003年につげ義春『無能の人』 (L'Homme sans talent) を刊行している。2006年からは Cornélius が水木しげる作品を手がけており、2007年に『のんのんばあとオレ』 (NonNonBâ) がアングレーム国際漫画祭最優秀作品賞を受賞した。これはフランス市場における日本漫画の浸透ぶりを象徴する出来事となった。日本の若く活発な世代による作品が売上を伸ばす傍らで、谷口ジローと浦沢直樹が先鞭を付けた大人向けの作家性豊かな漫画も成長を見せている。これは1996年の松本大洋を例外として、主に2005年以降の傾向である。
2009年、ルーブル美術館で荒木飛呂彦の原画展開催。2010年には、パリ・ポンピドゥーセンターの「公共情報図書館（Bibliothèque public d'information）」部門において、漫画読者についての大規模な調査研究が行なわれた。

## フランスで人気の日本漫画
2012年、タイトル別の販売数。
- 1位 NARUTO
- 2位 ONE PIECE
- 3位 FAIRY TAIL
- 4位 黒執事
- 5位 BLEACH

### 作品別売上部数
- ドラゴンボール (3000万部)[23]。
- ONE PIECE (2900万部)[24]。
- NARUTO (2700万部)[25]。
- FAIRY TAIL (770万部)[26]。
- 銃夢 (200万部)[27]。
- フルーツバスケット (200万部)[28]。
- NANA (120万部)[28]。
- ワンパンマン (100万部)[29]。